# Film satanic

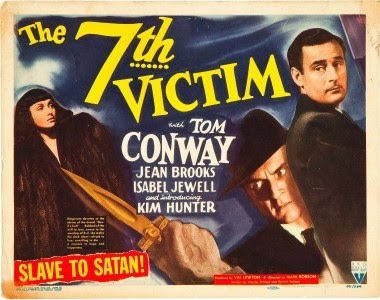
Afiș pentru The Seventh Victim (1943) cu sloganul "Slave to Satan!" (Sclavul Satanei!)

Un film satanic este un subgen al filmului de groază și, uneori, al altor genuri cinematografice, care implică Diavolul ca un concept sau ca un personaj. Temele / personajele comune din filmul satanic sunt Antihristul, posedarea demonică, exorcizarea și vrăjitoria.

## Listă de filme

### Înainte de 1960
| Titlu                                                                           | Regizor(i)           | Actori                                                | Premiera | Țara             | Note / Ref. |
| ------------------------------------------------------------------------------- | -------------------- | ----------------------------------------------------- | -------- | ---------------- | --- |
| The Laboratory of Mephistopheles (franceză: Le Cabinet de Méphistophélès)       | Georges Méliès       |                                                       | 1897     | Franța           | după legenda lui Faust                                                                                         |
| Faust and Marguerite                                                            | Edwin S. Porter      |                                                       | 1900     | Statele Unite    | după o piesă de teatru omonimă de Michel Carré și după opera Faust de 1859 bazată pe piesa lui Charles Gounod. |
| The Damnation of Faust (franceză: Faust aux enfers)                             | Georges Méliès       |                                                       | 1903     | Franța           | [ 3 ] |
| Faust and Marguerite (franceză: Damnation du docteur Faust)                     | Georges Méliès       | Georges Méliès                                        | 1904     | Franța           | [ 4 ] |
| Studentul din Praga (germană Der Student von Prag) (a.k.a A Bargain with Satan) | Stellan Rye          | Paul Wegener John Gottowt Grete Berger                | 1913     | Imperiul German  | după "William Wilson" și legenda lui Faust.                                                                    |
| Rapsodia satanica                                                               | Nino Oxilia          | Lyda Borelli                                          | 1915     | Italia           | [ 6 ] |
| Faust (germană: Faust – Eine deutsche Volkssage)                                | F. W. Murnau         | Gösta Ekman Emil Jannings Camilla Horn                | 1926     | Republic Weimar  | [ 7 ] [ 8 ] |
| Häxan (Witchcraft Through the Ages)                                             | Benjamin Christensen | Benjamin Christensen Clara Pontoppidan Oscar Stribolt | 1929     | Suedia Danemarca | [ 9 ] |
| The Seventh Victim                                                              | Mark Robson          | Tom Conway, Jean Brooks, Isabel Jewell                | 1943     | SUA              | Despre o tânără care dă peste un cult secret al închinătorilor la Diavol.                                      |

### Anii 1960
| Titlu                                           | Regizor(i)        | Actori                                    | Premiera | Țara                       | Note / Ref.                                    |
| ----------------------------------------------- | ----------------- | ----------------------------------------- | -------- | -------------------------- | ---------------------------------------------- |
| The Masque of the Red Death (Masca Morții Roșii | Roger Corman      | Vincent Price Hazel Court Jane Asher      | 1964     | Regatul Unit Statele Unite | povestire de Edgar Allan Poe.                  |
| Bedazzled                                       | Stanley Donen     | Peter Cook Dudley Moore Eleanor Bron      | 1967     | Regatul Unit               | Rescriere comică a legendei lui Faust.         |
| The Devil Rides Out (The Devil's Bride)         | Terence Fisher    | Christopher Lee Charles Gray Niké Arrighi | 1968     | Regatul Unit               | După roman omonim din 1934 de Dennis Wheatley. |
| Rosemary's Baby (Copilul lui Rosemary)          | Roman Polanski    | Mia Farrow John Cassavetes Ruth Gordon    | 1968     | Statele Unite              | După roman omonim din 1967 de Ira Levin.       |
| The Satanist                                    | Zoltan G. Spencer | Pat Barrington Mary Bauer                 | 1968     | Statele Unite              | [ 15 ]                                         |
| The Witchmaker                                  | William O. Brown  | Anthony Eisley Thordis Brandt Alvy Moore  | 1969     | Statele Unite              | [ 16 ]                                         |

### Anii 1970
| Titlu                                                                                             | Regizor(i)                 | Actori                                            | Premiera | Țara                           | Note / Ref.                                                       |
| ------------------------------------------------------------------------------------------------- | -------------------------- | ------------------------------------------------- | -------- | ------------------------------ | ----------------------------------------------------------------- |
| All the Colors of the Dark (italiană Tutti i colori del buio)                                     | Sergio Martino             | Edwige Fenech, George Hilton, George Rigaud       | 1972     | Italia, Spania                 | [ 17 ] [ 18 ]                                                     |
| Alucarda (spaniolă Alucarda, la hija de las tinieblas)                                            | Juan López Moctezuma       | Tina Romero, Claudio Brook, Susana Kamini         | 1977     | Mexic                          | [ 19 ]                                                            |
| Asylum of Satan                                                                                   | William Girdler            | Charles Kissinger, Nick Jolley, Carla Borelli     | 1972     | Statele Unite                  | [ 20 ]                                                            |
| The Blood on Satan's Claw (a.k.a Satan's Skin)                                                    | Piers Haggard              | Patrick Wymark, Linda Hayden, Barry Andrews       | 1971     | Regatul Unit                   | [ 21 ] [ 22 ]                                                     |
| The Burning Hell                                                                                  | Ron Ormond                 | Jimmy Robbins, Tim Ormond, Robert G. Lee          | 1974     | Statele Unite                  | [ 23 ]                                                            |
| Daughters of Satan                                                                                | Hollingsworth Morse        | Tom Selleck, Barra Grant, Tani Guthrie            | 1972     | Statele Unite                  | [ 24 ] [ 25 ]                                                     |
| The Devil Made Me Do It                                                                           | Norbert Meisel             | Brigette Giursa, Andy Hopkins, Celenthia Monett   | 1974     | Statele Unite                  | [ 26 ]                                                            |
| Devil's Ecstasy                                                                                   | Brandon G. Carter          | Cyndee Summers, Tara Blair, Patrick Wright        | 1977     | Statele Unite                  | [ 27 ]                                                            |
| The Devil's Rain                                                                                  | Robert Fuest               | William Shatner, Ernest Borgnine, Tom Skerritt    | 1975     | Mexic, Statele Unite           | [ 28 ]                                                            |
| Don't Deliver Us from Evil (franceză Mais ne nous délivrez pas du mal)                            | Joël Séria                 | Jeanne Goupil, Catherine Wagener                  | 1971     | Franța                         | [ 29 ]                                                            |
| The Eerie Midnight Horror Show (a.k.a Enter the Devil) (italiană L'Ossessa)                       | Mario Gariazzo             | Stella Carnacina, Chris Avram                     | 1978     | Italia                         | [ 30 ] [ 31 ] [ 32 ]                                              |
| The Exorcist (ro.: Exorcistul)                                                                    | William Friedkin           | Ellen Burstyn, Max von Sydow, Lee J. Cobb         | 1973     | Statele Unite                  | [ 33 ]                                                            |
| The Hanging Woman (a.k.a. La orgía de los muertos, Beyond the Living Dead, Return of the Zombies) | José Luis Merino           | Stelvio Rosi, Dyanik Zurakowska, Paul Naschy      | 1973     | Spania, Italia                 | [ 34 ]                                                            |
| Inquisition (spaniolă Inquisición)                                                                | Paul Naschy                | Paul Naschy, Daniela Giordano, Mónica Randall     | 1976     | Spania                         | [ 35 ] [ 36 ]                                                     |
| The Last Step Down (a.k.a Even Devils Pray)                                                       | Lawrence Ramport           | Olivia James, Beatrice Stolen, Uschi Digard       | 1971     | Statele Unite                  | [ 37 ]                                                            |
| Legacy of Satan                                                                                   | Gerard Damiano             | John Francis, Lisa Christian, Paul Barry          | 1974     | Statele Unite                  | [ 38 ]                                                            |
| Look What's Happened to Rosemary's Baby                                                           | Sam O'Steen                | Stephen McHattie, Patty Duke, George Maharis      | 1976     | Statele Unite                  | continuare a filmului lui Roman Polanski din 1968 Rosemary's Baby |
| Exorcist II: The Heretic                                                                          | John Boorman               | Linda Blair, Richard Burton, Louise Fletcher      | 1977     | Statele Unite                  | [ 41 ] [ 42 ]                                                     |
| Love Letters of a Portuguese Nun (germană Die Liebesbriefe einer portugesischen Nonne)            | Erwin C. Dietrich Max Dora | Susan Hemingway William Berger                    | 1977     | Germania de Vest Elveția       | [ 43 ]                                                            |
| The Mephisto Waltz                                                                                | Paul Wendkos               | Alan Alda, Jacqueline Bisset, Barbara Parkins     | 1971     | Statele Unite                  | după roman omonim de Fred Mustard Stewart                         |
| The Omen                                                                                          | Richard Donner             | Gregory Peck, Lee Remick, David Warner            | 1976     | Regatul Unit Statele Unite     | [ 46 ]                                                            |
| Race with the Devil                                                                               | Jack Starrett              | Peter Fonda, Warren Oates, Loretta Swit           | 1975     | Statele Unite                  | [ 47 ] [ 48 ]                                                     |
| Ring of Darkness (italiană Un'ombra nell'ombra)                                                   | Pier Carpi                 | Valentina Cortese                                 | 1979     | Italia                         | [ 49 ]                                                            |
| Satan War                                                                                         | Bartell LaRue              | Sally Schermerhorn, Jimmy Drankovitch             | 1979     | Statele Unite                  | [ 50 ]                                                            |
| Satan's Cheerleaders                                                                              | Greydon Clark              | John Ireland, Yvonne De Carlo, John Carradine     | 1977     | Statele Unite                  | [ 51 ]                                                            |
| Satan's School for Girls                                                                          | David Lowell Rich          | Pamela Franklin, Kate Jackson, Lloyd Bochner      | 1973     | Statele Unite                  | [ 52 ]                                                            |
| Satan's Slave (a.k.a Evil Heritage)                                                               | Norman J. Warren           | Michael Gough, Martin Potter, Candace Glendenning | 1976     | Regatul Unit                   | [ 53 ] [ 54 ]                                                     |
| Satánico pandemonium                                                                              | Gilberto Martínez Solares  | Delia Magaña, Enrique Rocha, Cecilia Pezet        | 1975     | Mexic                          | [ 55 ]                                                            |
| Șeytan                                                                                            | Metin Erksan               | Cihan Ünal, Erol Amaç, İsmail Hakkı Șen           | 1974     | Turcia                         | [ 56 ]                                                            |
| Shadow of Illusion (italiană Ombre roventi)                                                       | Mario Caiano               | William Berger, Daniela Giordano, Krista Nell     | 1971     | Italia                         | [ 57 ]                                                            |
| To the Devil... a Daughter (a.k.a Child of Satan)                                                 | Peter Sykes                | Richard Widmark, Christopher Lee, Honor Blackman  | 1976     | Regatul Unit, Germania de Vest | [ 58 ]                                                            |
| Twins of Evil                                                                                     | John Hough                 | Peter Cushing, Dennis Price, Mary Collinson       | 1971     | Regatul Unit                   | [ 59 ] [ 60 ]                                                     |
| Warlock Moon                                                                                      | Bill Herbert               | Laurie Walters, Joe Spano, Edna MacAfee           | 1973     | Statele Unite                  | [ 61 ] [ 62 ]                                                     |
| Damien: Omen II                                                                                   | Don Taylor Mike Hodges     | William Holden, Lee Grant                         | 1978     | Statele Unite, Regatul Unit    | [ 63 ] [ 64 ]                                                     |

### Anii 1980
| Titlu                                         | Regizor(i)            | Actori                                                   | Premiera | Țara                        | Note / Ref.          |
| --------------------------------------------- | --------------------- | -------------------------------------------------------- | -------- | --------------------------- | -------------------- |
| Omen III: The Final Conflict                  | Graham Baker          | Sam Neill, Lisa Harrow, Rossano Brazzi                   | 1981     | Regatul Unit, Statele Unite | [ 65 ]               |
| Oh, God! You Devil                            | Paul Bogart           | George Burns, Ted Wass, Ron Silver                       | 1984     | Statele Unite               | [ 66 ] [ 67 ]        |
| Angel Heart (ro.: Înger și demon)             | Alan Parker           | Mickey Rourke, Robert De Niro, Lisa Bonet                | 1987     | Statele Unite               | [ 68 ] [ 69 ] [ 70 ] |
| The Believers (ro.: În numele credinței)      | John Schlesinger      | Martin Sheen, Robert Loggia, Helen Shaver                | 1987     | Statele Unite               | [ 71 ]               |
| Black Candles (Los ritos sexuales del diablo) | José Ramón Larraz     | Helga Liné, Vanessa Hidalgo, Jeffrey Healey              | 1982     | Spania                      | [ 72 ] [ 73 ]        |
| The Covenant                                  | Walter Grauman        | Jane Badler, Kevin Conroy, Judy Parfitt                  | 1985     | Statele Unite               | [ 74 ]               |
| Evilspeak                                     | Eric Weston           | Clint Howard, R. G. Armstrong, Joseph Cortese            | 1982     | Statele Unite               | [ 75 ]               |
| Family Reunion                                | Michael Hawes         | Mel Novak, Pam Phillips, Jack Starrett                   | 1989     | Statele Unite               | [ 76 ]               |
| Fear No Evil                                  | Frank LaLoggia        | Stefan Arngrim, Elizabeth Hoffman, Kathleen Rowe McAllen | 1981     | Statele Unite               | [ 77 ]               |
| The Killing of Satan (Lumaban ka, Satanas)    | Efren C. Piñon        | Ramon Revilla, Elizabeth Oropesa, George Estregan        | 1983     | Filipine                    | [ 78 ]               |
| Night Train to Terror                         | Jay Schlossberg-Cohen | John Phillip Law, Cameron Mitchell                       | 1985     | Statele Unite               | [ 79 ]               |
| Night Visitor (a.k.a. Never Cry Devil)        | Rupert Hitzig         | Richard Roundtree, Elliott Gould, Shannon Tweed          | 1989     | Statele Unite               | [ 80 ]               |
| Prime Evil                                    | Roberta Findlay       | William Beckwith, Christine Moore, Mavis Harris          | 1988     | Statele Unite               | [ 81 ]               |
| Prince of Darkness                            | John Carpenter        | Donald Pleasence, Victor Wong, Jameson Parker            | 1987     | Statele Unite               | [ 82 ]               |
| Rock 'n' Roll Nightmare                       | John Fasano           | Jon Mikl Thor, Jillian Peri, Teresa Simpson              | 1987     | Statele Unite               | [ 83 ] [ 84 ]        |
| The Unholy                                    | Camilo Vila           | Ben Cross, Ned Beatty, Hal Holbrook                      | 1988     | Statele Unite               | [ 85 ]               |

### Anii 1990
| Titlu                                              | Regizor(i)                              | Actori                                                              | Premiera | Țara                          | Note / Ref.                                      |
| -------------------------------------------------- | --------------------------------------- | ------------------------------------------------------------------- | -------- | ----------------------------- | ------------------------------------------------ |
| The Exorcist III (ro.: Exorcistul III)             | Carter DeHaven, James G. Robinson       | George C. Scott, Ed Flanders, Jason Miller                          | 1990     | Statele Unite                 | a treilea film din seria Exorcistul              |
| Mister Frost                                       | Philippe Setbon                         | Jeff Goldblum, Kathy Baker                                          | 1990     | Regatul Unit Franța           | [ 90 ] [ 91 ] [ 92 ]                             |
| Omen IV: The Awakening (ro.: Omen IV: Deșteptarea) | Jorge Montesi, Dominique Othenin-Girard | Faye Grant, Michael Woods, Asia Vieira                              | 1991     | Canada                        | al patrulea film din seria The Omen.             |
| Blood Church (a.k.a Heartland of Darkness)         | Eric Swelstad                           | Nick Baldasare, Linnea Quigley, Dino Tripodis                       | 1992     | Statele Unite                 | [ 95 ]                                           |
| El día de la Bestia (ro.: Ziua Bestiei)            | Álex de la Iglesia                      | Álex Angulo, Armando De Razza, Santiago Segura                      | 1995     | Spania                        | [ 96 ] [ 97 ]                                    |
| The Prophecy (ro.: Profeția)                       | Gregory Widen                           | Christopher Walken, Elias Koteas, Virginia Madsen                   | 1995     | Statele Unite                 | [ 98 ]                                           |
| The Devil's Advocate (ro.: Pact cu Diavolul)       | Taylor Hackford                         | Keanu Reeves, Al Pacino, Charlize Theron                            | 1997     | Statele Unite                 | după roman omonim de Andrew Neiderman.           |
| The Omega Code (ro.: Cod Omega)                    | Rob Marcarelli                          | Casper Van Dien, Michael York, Catherine Oxenberg, Michael Ironside | 1999     | United States, Canada, Israel | a plan by the Antichrist to take over the world. |
| Stigmata                                           | Rupert Wainwright                       | Patricia Arquette, Gabriel Byrne, Jonathan Pryce                    | 1999     | Statele Unite                 | [ 102 ] [ 103 ]                                  |

### Anii 2000
| Titlu                                                  | Regizor(i)                     | Actori                                                                  | Premiera | Țara                    | Note / Ref.                                          |
| ------------------------------------------------------ | ------------------------------ | ----------------------------------------------------------------------- | -------- | ----------------------- | ---------------------------------------------------- |
| Bless the Child (ro.: Fie copilul binecuvântat)        | Chuck Russell                  | Kim Basinger, Jimmy Smits, Angela Bettis, Rufus Sewell, Christina Ricci | 2000     | Statele Unite, Germania | după roman omonim de Cathy Cash Spellman             |
| Fever Night aka Band of Satanic Outsiders              | Jordan Harris, Andrew Schrader | Peter Tullio, Philip Marlatt, Melanie Rose Wilson                       | 2009     | Statele Unite           | [ 105 ] [ 106 ]                                      |
| Megiddo: The Omega Code 2 (ro.: Cod Omega 2)           | Brian Trenchard-Smith          | Michael York, Michael Biehn, Diane Venora                               | 2001     | United States           | follow-up tothe 1999 film Omega Code                 |
| Rain Rain Come Again                                   | Jayaraj                        | Ajay Jose, Reji V Nair, Divya Lakshmi                                   | 2002     | India                   | [ 108 ]                                              |
| The Exorcism of Emily Rose (ro.: Un caz de exorcizare) | Scott Derrickson               | Laura Linney, Tom Wilkinson                                             | 2005     | Statele Unite           | după o poveste de Anneliese Michel.                  |
| The Ninth Gate (ro.: A noua poartă)                    | Roman Polanski                 | Johnny Depp, Lena Olin, Frank Langella                                  | 2000     | Franța, Spania          | despre o carte antică rară de convocare a Diavolului |
| The Omen (a.k.a The Omen: 666) (ro.: Omen: Profeția)   | John Moore                     | Julia Stiles, Liev Schreiber, Mia Farrow                                | 2006     | Statele Unite           | refacere a filmului omonim din 1976                  |

### Anii 2010
| Titlu                                                    | Regizor(i)                           | Actori                                                    | Premiera | Țara                                         | Note / Ref.             |
| -------------------------------------------------------- | ------------------------------------ | --------------------------------------------------------- | -------- | -------------------------------------------- | ----------------------- |
| Devil (a.k.a The Night Chronicles 1: Devil) (ro.: Demon) | John Erick Dowdle                    | - Chris Messina, - Logan Marshall-Green, - Geoffrey Arend | 2010     | Statele Unite                                | [ 116 ] [ 117 ] [ 118 ] |
| The Last Exorcism (ro.: Ultimul exorcism)                | Daniel Stamm                         | Patrick Fabian, Ashley Bell, Iris Bahr                    | 2010     | Statele Unite                                | [ 119 ] [ 120 ]         |
| The Last Exorcism Part II                                | Ed Gass-Donnelly                     | Ashley Bell, Julia Garner, Spencer Treat Clark            | 2013     | Statele Unite                                | [ 121 ] [ 122 ]         |
| The Devil's Candy                                        | Sean Byrne                           | Ethan Embry, Shiri Appleby, Pruitt Taylor Vince           | 2015     | Statele Unite                                | [ 123 ] [ 124 ]         |
| The Rite (ro.: Ritualul)                                 | Mikael Håfström                      | Anthony Hopkins, Colin O'Donoghue, Alice Braga            | 2011     | Statele Unite, Ungaria, Italia, Regatul Unit | [ 125 ] [ 126 ]         |
| The Witch (ro.: Vrăjitoarea)                             | Robert Eggers                        | Anya Taylor-Joy, Ralph Ineson, Kate Dickie                | 2015     | Statele Unite, Canada                        | [ 127 ] [ 128 ]         |
| Ready or Not (ro.: Scapă cine poate)                     | Matt Bettinelli-Olpin, Tyler Gillett | Samara Weaving, Adam Brody, Mark O'Brien                  | 2019     | Statele Unite                                | [ 129 ]                 |

### Anii 2020
| Titlu                | Regizor(i)        | Actori | Premiera | Țara | Note / Ref. |
| -------------------- | ----------------- | --- | -------- | ---- | ----------- |
| The Devil Conspiracy | Nathan Frankowski | Alice Orr-Ewing, Joe Doyle, Eveline Hall, Peter Mensah, Joe Anderson, Spencer Wilding, Brian Caspe, James Faulkner. [[]] | 202      |      |             |